# 高島 (岡山市中区)
高島（たかしま）は、岡山県岡山市中区にある地区。かつて上道郡高島村（たかしまそん）だった地区である。
また、岡山市立の小学校および中学校の学区、もしくはJR高島駅周辺地区という意味でも使用される事がある。

## 概要
高島の地名の由来は、賞田地区にある高島神社である。この神社は古事記および日本書紀に記述がある神武天皇が建てたといわれる吉備高島宮の論社の一つとされている。
高島があるのは、旭川東部・北の龍ノ口山と南の操山・笠井山に挟まれた広大な平野の北西部分にあたる。地区西部を旭川が流れ、北部に龍ノ口山がそびえている。地区南部をJR山陽本線・山陽新幹線が東西に走り、高島駅がある。
古来には備前国の国府が置かれた時期もあり、西口（高島小）遺跡（にしぐちたかしましょういせき、岡山市中区国府市場）などの関連の遺跡も発掘されている。
この地区一帯は田園が多いのが特徴であるが、その一方で現在では幹線道路・山陽本線付近を中心に宅地化が急速に進み、郊外型のロードサイド店が多く建ち、人口が激増した。
雄町地区は、高島駅と東岡山駅の中間に位置し、地区の中央にある雄町の冷泉（おまちのれいせん）は環境省が選定した名水百選の一つ。カルシウムやマグネシウム等が多く含まれ、岡山藩・池田家の御用水として使われていた。現在、周辺はおまちアクアガーデンとして整備され駐車場も完備されているため、ポリタンク持参で名水を求める観光客や地元の住人が頻繁に訪れている。なお、無料で給水できるが、飲用には煮沸消毒が必要である。
また、酒造好適米雄町米は、雄町が発祥の地とされている。

## 地域
旧高島村地区
一般的に「高島」といえばこの地区のことを指す（狭義ではこの地区内にある大字の高島を指すこともある）。岡山市の東部、山陽本線北部、高島駅・東岡山駅間の北部一帯にあたる。
かつては上道郡高島村であった地区であり、該当地区は高島・高島新屋敷・国府市場・中井・湯迫・賞田・祇園・今在家・雄町。
高島小学校区
岡山市立高島小学校の学区も上記の高島村の地区とほぼ一致する。ただし高島・今在家・祇園・雄町の各一部は隣接学区となる。また、清水地区の一部が高島学区となる。
高島中学校区
岡山市立高島中学校の学区は、前述の高島村もしくは高島小学校区に岡山市立旭竜小学校の学区を合わせたものである。
該当地区は高島・高島新屋敷・国府市場・中井・湯迫・賞田・祇園・今在家・雄町・清水・中島・八幡・八幡東・穝の一部。
高島駅周辺地区
JR高島駅の周辺一帯のこと。明確な区分けはないが、おおむね前述の高島村もしくは高島中学校区に高島駅南部一帯である幡多地区（岡山市立幡多小学校区）を加えたエリア。ちなみに旧高島村地区東部は東岡山駅に近い。
該当地区は明確には定められていないが、おおむね高島・高島新屋敷・国府市場・中井・湯迫・賞田・祇園・今在家・雄町・清水・中島・八幡・八幡東・穝・穝東町・赤田・兼基・沢田・今谷・藤原・藤原光町・藤原西町・関・高屋辺りである。

## 参考サイト
- 高島学区連合町内会
- 旭竜学区連合町内会